# Piranhas (kommun i Brasilien, Alagoas)
Piranhas är en kommun i Brasilien.   Den ligger i delstaten Alagoas, i den östra delen av landet, 1 300 km nordost om huvudstaden Brasília. Antalet invånare är 23 052.
Omgivningarna runt Piranhas är huvudsakligen savann. Runt Piranhas är det ganska glesbefolkat, med 43 invånare per kvadratkilometer.